# Sare Pateh Bakary
Sare Pateh Bakary är en ort i Gambia. Den ligger i regionen Upper River, i den östra delen av landet, 220 km öster om huvudstaden Banjul. Antalet invånare var 211 vid folkräkningen 2013.